# رودریگو رویس (بازیکن فوتبال، زاده ۱۹۲۳)
رودریگو رویس (اسپانیایی: Rodrigo Ruiz‎; ۱۴ آوریل ۱۹۲۳ – ۵ مهٔ ۱۹۹۹) بازیکن فوتبال اهل مکزیک بود.
از باشگاه‌هایی که در آن بازی کرده‌است می‌توان به باشگاه فوتبال گوادالاخارا و باشگاه فوتبال اطلس اشاره کرد.
وی همچنین در تیم ملی فوتبال مکزیک بازی کرده‌است.